# Синт Пийтерс Леу
Синт Пийтерс Леу (на нидерландски: Sint-Pieters-Leeuw, [sɪnt ˌpiːtərs ˈleːu]) е селище в централна Белгия, окръг Хале-Вилворде на провинция Фламандски Брабант. Населението му е около 32 200 души (2013).

## География
Синт Пийтерс Леу е разположен на 39 m надморска височина в Сревноевропейската равнина, в областта Пайотенланд на 10 km югозападно от центъра на столицата Брюксел. Освен Синт Пийтерс Леу включва и подобщините Ауденакен, Влезенбек, Ройсбрук и Синт Лаурайнс Берхем. Селището е главно жилищно предградие с множество паркове и градини.

## История
Първото споменаване на селището е документ от IX век, с който местна благородничка дарява имение с дължина седем мили и ширина една миля на църквата „Свети Петър“ в Дойц край Кьолн. От 1236 година имението е част от сеньорията на Гасбек, а през 1284 година Хендрик, сеньор на Гасбек и херцог на Брабант, прави Синт Пийтерс център на кметство със съвет на старейшините. През 1687 година сеньорията е ликвидирана и владенията ѝ са продадени на части на множество различни купувачи.
При консолидирането на белгийските общини на 1 януари 1977 година към Синт Пийтерс Леу са присъединени самостоятелните дотогава селища Ауденакен, Влезенбек, Ройсбрук и Синт Лаурайнс Берхем.

## Известни личности
Родени в Синт Пийтерс Леу
- Паул Ван Химст (р. 1943), футболист
- Ян ван Рьосбрук (1293-1383), писател